# Ashia Hansen
Ashia Hansen (Evansville, Indiana, 15 de diciembre de 1971) es una atleta británica retirada especializada en la prueba de triple salto, en la que ha conseguido ser campeona europea en 2002.

## Carrera deportiva
En el Campeonato Europeo de Atletismo de 2002 ganó la medalla de oro en el triple salto, llegando hasta los 15.00 metros, superando a la finlandesa Heli Koivula (plata con 14.83 m) y a la rusa Yelena Oleynikova (bronce con 14.54 metros).